# Campeonato de Rugby das Américas de 2012
O Campeonato de Rugby das Américas de 2012 (em inglês: 2012 IRB Americas Rugby Championship) foi a terceira edição desta competição, realizado entre os dias 12 e 20 de outubro. A cidade de Langford, no Canadá, foi a sede das partidas (após os argentinos terem declinado a sua realização). Depois não ter sido disputado em 2011, devido à realização da Copa do Mundo de Rugby, o torneio voltou este ano.
A  Argentina, com a sua equipe Jaguares, conquistou o título desta competição pela terceira vez.

## Regulamento e participantes
Neste campeonato todas as equipes jogaram entre si, em turno único, onde cada uma disputou três partidas no total. Ao final, a equipe que conseguiu somar mais pontos foi declarada campeã.
Argentina (Jaguares), Canadá (Canadá A), Estados Unidos (USA Select XV) e Uruguai (com sua seleção principal) foram os participantes deste torneio.

## Jogos do Campeonato de Rugby das Américas de 2012
Seguem-se, abaixo, as partidas realizadas neste evento.

### 1ª rodada
| 12 de outubro de 2012 |        |          |                             |
| USA Select XV         | 3 - 39 | Jaguares | Westhills Stadium, Langford |
|                       |        |          | Westhills Stadium, Langford |

| 12 de outubro de 2012 |         |         |                             |
| Canadá A              | 28 - 10 | Uruguai | Westhills Stadium, Langford |
|                       |         |         | Westhills Stadium, Langford |

### 2ª rodada
| 16 de outubro de 2012 |         |          |                             |
| Uruguai               | 10 - 21 | Jaguares | Westhills Stadium, Langford |
|                       |         |          | Westhills Stadium, Langford |

| 16 de outubro de 2012 |        |               |                             |
| Canadá A              | 23 - 3 | USA Select XV | Westhills Stadium, Langford |
|                       |        |               | Westhills Stadium, Langford |

### 3ª rodada
| 20 de outubro de 2012 |        |               |                             |
| Uruguai               | 26 - 8 | USA Select XV | Westhills Stadium, Langford |
|                       |        |               | Westhills Stadium, Langford |

| 20 de outubro de 2012 |        |          |                             |
| Canadá A              | 9 - 28 | Jaguares | Westhills Stadium, Langford |
|                       |        |          | Westhills Stadium, Langford |

### Classificação final
| Col. | Equipe        | Partidas | Partidas | Partidas | Partidas | Pontos  | Pontos | Pontos    | Pontos Bônus | Pontos Totais |
| Col. | Equipe        | Jogos    | Vit.     | Emp.     | Der.     | A favor | Contra | Diferença | Pontos Bônus | Pontos Totais |
| ---- | ------------- | -------- | -------- | -------- | -------- | ------- | ------ | --------- | ------------ | ------------- |
| 1    | Jaguares      | 3        | 3        | 0        | 0        | 88      | 22     | +66       | 1            | 13            |
| 2    | Canadá A      | 3        | 2        | 0        | 1        | 60      | 41     | +19       | 0            | 8             |
| 3    | Uruguai       | 3        | 1        | 0        | 2        | 46      | 57     | -11       | 0            | 4             |
| 4    | USA Select XV | 3        | 0        | 0        | 3        | 14      | 88     | -74       | 0            | 0             |

- Critérios de pontuação: vitória = 4, empate = 2, quatro ou mais tries (bonificação) = 1, derrota por menos de sete pontos (bonificação) = 1.